# نورمان أبوت
نورمان أبوت (بالإنجليزية: Norman Abbott)‏ هو منتج أفلام وكاتب سيناريو ومخرج أمريكي، ولد في 11 يوليو 1922 في نيويورك في الولايات المتحدة، وتوفي في 9 يوليو 2016 في فالنسيا، سانتا كلاريتا، كاليفورنيا في الولايات المتحدة.

## وصلات خارجية
- نورمان أبوت على موقع IMDb (الإنجليزية)
- نورمان أبوت على موقع قاعدة بيانات الأفلام السويدية (السويدية)
- نورمان أبوت على موقع ديسكوغز (الإنجليزية)
- نورمان أبوت على موقع قاعدة بيانات الفيلم (الإنجليزية)
- نورمان أبوت على موقع كينوبويسك (الروسية)